# علم الصينيات

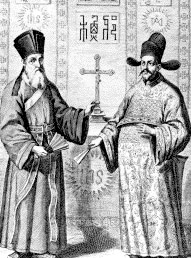

علم الصينيات أو علم الحضارة الصينية (بالإنجليزية: Sinology)‏ هو دراسة أكاديمية تختص بالصين من خلال دراسة لغتها وأدبها وتاريخها، وغالبا من يشير إلى الدراسات الغربية بهذا الشأن. ربما كان هذا العلم يركز على اختبار إنجازات العلماء الصينيين التي قاموا بها في حضارتهم.
تاريخيا، كان ينظر إلى علم الصينيات مقارن لاستخدام فقه اللغة في الصين، وحتى القرن العشرين كان ينظر إليه بأنه يعني «فقه اللغة الصينية» (اللغة والأدب). تم التوسع في هذه العلم لاحقا بإضافة التاريخ الصيني والنقائش ومواضيع أخرى.

## الاصطلاح
ابتكر المصطلح الإنكليزي (Sinology) في حدود عام 1838، وأن استخدام المقطع (Sino-) جاء من كلمة Sinae من اللغة اللاتينية المتأخرة واللغة اليونانية والتي جاءت من كلمة صين في اللغة العربية والتي جاءت من كلمة تشين، التي أصلها من سلالة تشين. اختلفت الآراء بشأن تاريخ ظهور مصطلح علم الصينيات (سينولوجي) بوصفه فرعا من فروع المعرفة الذي يتعامل مع اللغة الصينية والموضوعات ذات الصلة، حيث يشير بعض الآراء إلى أن المصطلح ظهر عام 1814، بينما يرى عالم الصينيات نيكولاس ستاندرت أن العالم الإيطالي أنتونيو مونتوتشي هو أول من أطلق كلمة "سينولوجوس" للإشارة إلى دراسة اللغة الصينية.
يختلف الاستخدام الأوروبي عن الأمريكي في سياق دراسات المناطق. في أوروبا يستخدم مصطلح الدراسات الصينية للإشارة إلى علم الصينيات، أما في الولايات المتحدة فعلم الصينيات فرع من الدراسات الصينية.
يستخدم اسم مراقب الصين للشخص الذي يتابع الأحداث الجارية في الصين وصراعات القوى في جمهورية الصين الشعبية.

### علم الصينيات في اليابان
في اليابان، علم الصينيات كان يُعرف باسم kangaku (漢学) "دراسات هان"، وذلك في مقابل Kokugaku والذي يعني دراسة اليابان، و Yōgaku أو Rangaku بمعنى دراسة الغرب أو هولندا. وهي تتميز عن علم الصينيات الغربي والحديث.

### علم الصينيات في الصين
في الصين الحديثة، تُعرف الدراسات المتعلقة بالصين باسم "الدراسات الوطنية" (الصينية المبسطة: 国学؛ الصينية التقليدية: 國學؛ ويتم ترجمة علم الصينيات الأجنبية باسم "دراسات هان" (الصينية المبسطة: 汉学؛ الصينية التقليدية: 漢學؛ بينيين: Hànxué؛ واد – جيلز: Han4-hsüeh2).

## موضوع وأهداف علم الصينيات
علم الصينيات ميدان أكاديمي واسع النطاق والمباحث. فهو يدرس الصين ولغتها وثقافتها وتاريخها وأدبها وفنونها وعاداتها وتقاليدها وفلسفتها. كما أنه علم يقوم على قواعد ومبادئ يحدد أساليب إجراء الدارسات فيه، شأنه في شأن جل الميادين العلمية. في علاقة علم الصينيات مع العلوم الاجتماعية والإنسانية، ناقش علماء الصينيات هذه القضية، منهم هان كويبر حيث أكد بأن علم الصينيات جزء من العلوم الاجتماعية نظراً إلى عموم مفهوم العلم. ويرى أن استعانة علماء الصينيات مع المتخصصين في العلوم الاجتماعية يفتح آفاق جديدة في مستقبل البحث السينولوجي. إذا تم الاعتماد على مفهوم علم الصينيات القديم، والذي يعني دراسة اللغة الصينية وأعمال الترجمة المتعلقة بها دون التعمق في النواحي الأخرى، يُتوصل إلى أن علم الصينات أقرب إلى الإنسانيات منها إلى العلوم الاجتماعية. وعلى الرغم من ذلك، فإن إدوارد ح. شافر يفضل أن يكون السينولوجيا ميدان في الإنسانيات نظراً لما يتعامل به من العلوم التاريخية.
حرص الباحثون على دراسة مسيرة وأهداف علم الصينيات والدراسات الصينية المعاصرة على مدى القرون الماضية. ويذكر بعض وجهات نظر بأن الأهداف التي تحرك هذا العلم لها صلة بالدوافع الاستعمارية والأهداف الاقتصادية والدوافع الدينية. وفضلاً عن ذلك، فإن النهضة الاقتصادية الواسعة التي شهدتها الصين جعلت ميدان علم الصينيات ودراسة الصين المعاصرة أمراً مربحا، إذْ يوفر العديد من فرص العمل، تماماً كمن يدرس الهندسة أو الاقتصاد أو غيرهما من التخصصات للحصول على وظيفة في سوق العمل.

## علم الصينيات الغربي

### أوائل القرن السابع عشر
كان أوائل الغربيين المعروفين أنهم درسوا اللغة الصينية بأعداد كبيرة من المبشرين البرتغاليين والإسبان والإيطاليين في القرن السادس عشر - وكلهم من الرهبنة الدومينيكية أو جمعية يسوع (اليسوعيون) - سعوا لنشر المسيحية الكاثوليكية بين الشعب الصيني. قامت بعثة دومينيكانية إسبانية مبكرة في مانيلا بتشغيل مطبعة، وبين عامي 1593 و 1607م أنتجت أربعة أعمال عن العقيدة الكاثوليكية لمجتمع المهاجرين الصينيين، ثلاثة منها باللغة الصينية الكلاسيكية وواحدة في مزيج من الصينية الكلاسيكية والعامية هوكين.
إن الإنجازات الدومينيكية بين الشتات الصيني تتضاءل مقارنة بنجاح اليسوعيين في البر الرئيسي للصين، بقيادة الرائد الشهير ماتيو ريتشي. وصل ريتشي إلى كانتون (قوانغتشو الحديثة) عام 1583م وأمضى بقية حياته في الصين. على عكس معظم أسلافه ومعاصريه، لم ينظر ريتشي إلى الصينيين على أنهم "وثنيون"، بل نظر إليهم على أنهم "أدباء متشابهون في التفكير يمكن التواصل معهم على مستوى التعلم." درس الكلاسيكيات الكونفوشيوسية الصينية، تمامًا مثل المتعلمين العلماء الصينيون، من أجل تقديم العقيدة الكاثوليكية والتعلم الأوروبي للأدباء الصينيين بلغتهم الخاصة.

### القرن الثامن عشر
خلال عصر التنوير، بدأ علماء الجيولوجيا في إدخال الفلسفة والأخلاق والنظام القانوني والجماليات الصينية إلى الغرب. على الرغم من أن أعمالهم غالبًا ما تكون غير علمية وغير مكتملة، فقد ألهمت أعمالهم تطوير"تشينويسيري" (Chinoiserie) وسلسلة من المناقشات التي تقارن الثقافات الصينية والغربية. في ذلك الوقت، غالبًا ما وصف علماء الجيولوجيا الصين بأنها مملكة مستنيرة، مقارنينها بأوروبا، التي نشأت للتو من العصور المظلمة. من بين هؤلاء الأدباء الأوروبيين المهتمين بالصين كان فولتير، الذي كتب مسرحية (L'orphelin de la Chine) المستوحاة من "يم تشاو" (The Orphan of Zhao)، و (Leibniz) الذي كتب كتابه الشهير "أخبار من الصين" (Novissima Sinica) و (Giambattista Vico).
نظرًا لأن النصوص الصينية لم يكن لها أي صلات رئيسية بأهم الموضوعات الأوروبية (مثل الكتاب المقدس)، فلم تدرسها الجامعات الأوروبية إلا نادرًا حتى حوالي عام 1860م. وكانت فرنسا استثناءً لذلك، حيث انتشرت الدراسات الصينية بفضل جهود لويس الرابع عشر. في عام 1711م، عين شابًا صينيًا، أركاديو هوانغ، لفهرسة المجموعة الملكية للنصوص الصينية. ساعد هوانغ إتيان فورمونت، الذي نشر كتابًا لقواعد اللغة الصينية عام 1742م.
في عام 1732م، أنشأ كاهن تبشيري للمجمع المقدس "De propaganda fide" من مملكة نابولي، ماتيو ريبا (1692-1746م)، في نابولي أول مدرسة لعلم الصينيات في القارة الأوروبية المساة بـ "المعهد الصيني" ، لتكون أول نواة لما سيصبح اليوم "Università degli studi di Napoli L'Orientale"، أو جامعة نابولي الشرقية. عمل ريبا كرسام ونقش نحاسي في البلاط الإمبراطوري لإمبراطور كانغشي بين عامي 1711 و 1723م. وعاد ريبا إلى نابولي من الصين مع أربعة شبان مسيحيين صينيين، وجميعهم مدرسون لغتهم الأم وشكلوا المعهد الذي أقره البابا كليمنت الثاني عشر لتعليم المبشرين اللغة الصينية وبالتالي تعزيز انتشار المسيحية في الصين.

### القرن التاسع عشر
في عام 1814م، تم تأسيس كرسي للصينيين والمانشو في كلية فرنسا (Collège de France). شغل المنصب جان بيير أبيل رموسات، الذي علم نفسه اللغة الصينية، وأصبح أول أستاذ صيني في أوروبا. بحلول ذلك الوقت، كان نيكيتا بيتشورين، أول عالم سينولوجيا روسي، يعيش في بكين لمدة عشر سنوات. كان نظراء أبيل رموسات في إنجلترا وألمانيا صموئيل كيد (1797-1843م) وويلهلم شوت (1807-1889م) على التوالي، على الرغم من أن أول علماء الجيولوجيا العلمانيين المهمين في هذين البلدين هما جيمس ليجي وهانس جورج كونون فون دير جابلينتز. في عام 1878م، تم إنشاء منصب "أستاذ" للغات الشرق الأقصى، وهو الأول من نوعه في العالم الناطق بالألمانية، في جامعة لايبزيغ مع تولي فون دير جابلينتز هذا المنصب. اعتمد العلماء مثل ليجي غالبًا على أعمال العلماء الصينيين مثل وانج تاو.
شغل ستانيسلاس جوليان منصب رئيس قسم اللغة الصينية في (Collège de France) لأكثر من 40 عامًا، حيث بدأ دراسته مع ريموسات وخلفه في عام 1833م. وقد اشتهر بترجمته ليس فقط للنصوص الكلاسيكية ولكن أيضًا لأعمال الأدب العامي ومعرفته المانشو. نجح إدوارد شافان في هذا المنصب بعد وفاة ماركيز دورفي سان دوني عام 1893م. سعى شافان إلى تحقيق اهتمامات واسعة في التاريخ وكذلك اللغة.
سيطرت صورة الصين كمجتمع كونفوشيوسي بشكل أساسي التي نقلها العلماء اليسوعيون على الفكر الغربي في هذه الأوقات. بينما تعلم البعض في أوروبا التحدث بالصينية، كتب معظمهم اللغة الصينية الكلاسيكية. كان هؤلاء العلماء فيما يسمى "التقليد الشروحي" من خلال الترجمة المشروحة النقدية. هذا التركيز على ترجمة النصوص الكلاسيكية حالت دون استخدام منهجية العلوم الاجتماعية أو مقارنة هذه النصوص من التقاليد الأخرى. وصف أحد العلماء هذا النوع من علم الصينيات على أنه "انشقاق لغوي" منشغل بجوانب هامشية أو مثيرة للفضول. فاق عدد العلماء العلمانيين تدريجيًا عدد المبشرين، وفي القرن العشرين اكتسبت السينولوجي ببطء حضورًا كبيرًا في الجامعات الغربية.

### القرن العشرون وما بعده
سيطر نوع علم الصينيات الذي يتخذ من باريس مقراً له على التعلم عن الصين حتى الحرب العالمية الثانية حتى خارج فرنسا. نشر كل من بول بيليوت وهنري ماسبيرو ومارسيل جرانيت الدراسات الأساسية والطلاب المدربين. إن معرفة بيليوت باللغات ذات الصلة، خاصة تلك الموجودة في آسيا الوسطى، والتحكم في الببليوغرافيا بهذه اللغات، منحته القدرة على الكتابة في مجموعة من الموضوعات وانتقاد أخطاء العلماء الآخرين بالتفصيل. وسّع ماسبيرو نطاق علم الصينيات من الكونفوشيوسية ليشمل الطاوية والبوذية والدين الشعبي، بالإضافة إلى الفن والأساطير وتاريخ العلم. كانت مساهمة جرانيت (Granet) هي تطبيق مفاهيم إميل دوركهايم، عالم الاجتماع الرائد، على مجتمع الصين القديمة، وخاصة الأسرة والطقوس.
ركزت المدرسة الروسية لعلم الصينيات بشكل أساسي على تعلم النصوص الصينية الكلاسيكية. على سبيل المثال، كانت مساهمة عالم الجيولوجيا الروسي جوليان شتشوتسكي ذات قيمة خاصة. أفضل ترجمة كاملة لـ "كتاب التغييرات" (I Ching) هو الذي قام به في عام 1937م. لاحقًا، ترجمت ترجمته إلى الإنجليزية واللغات الأوروبية الأخرى.
بعد إنشاء جمهورية الصين الشعبية في عام 1949م، تطورت دراسة الصين على طول خطوط متباينة. أدى ظهور دراسات المنطقة، ودور مراقبي الصين، ونمو برامج الدراسات العليا الجامعية إلى تغيير دور علم الصينيات. قد يأتي تمويل الدراسات الصينية والتايوانية من مصادر متنوعة؛ أحد المصادر البارزة هي مؤسسة "Chiang Ching-kuo".
تحدى نهج دراسات المنطقة، وخاصة في الولايات المتحدة، هيمنة علم الصين الكلاسيكي. قام علماء مثل جون كينج فيربانك بترويج "دراسة الصين في إطار تخصص"، وهو نهج يقلل من أهمية دور علم الصين اللغوي ويركز على قضايا في التاريخ والعلوم الاجتماعية.
كان تانغ تسو من جامعة شيكاغو من أوائل الباحثين الأمريكيين في الصين والعلاقات الصينية الأمريكية في الحرب الباردة . شدد تسو على أهمية الموضوعية الأكاديمية عمومًا وفي علم الصينيات خصوصًا، مشددًا على أن التبادل الفكري والأكاديمي بين الصين والغرب هو السبيل الوحيد لكلا الطرفين للوصول إلى فهم أكبر لبعضهما البعض.
خلال الحرب الباردة، تركز مراقبو الصين في هونغ كونغ، وخاصة المسؤولين الحكوميين الأمريكيين أو الصحفيين. إن انعدام الثقة المتبادل بين الولايات المتحدة والصين وحظر السفر بين البلدين مثل عائقا بين الطرفين للوصول إلى المؤتمرات الصحفية أو المقابلات. لذلك تبنوا تقنيات من علم الكرملين، مثل التحليل الدقيق للإعلانات الرسمية بحثاً عن المعاني الخفية، وتحركات المسؤولين المبلغ عنها في الصحف، وتحليل صور المظاهر العامة. لكن في السنوات التي تلت افتتاح الصين، تمكن مراقبو الصين العيش في الصين والاستفادة من مصادر المعلومات العادية.
قرب نهاية القرن، دعا العديد من دارسي الصين بشكل احترافي إلى وضع حد للانقسام بين علم الصين والتخصصات. الباحث الأسترالي جيريمي بارمي، على سبيل المثال، يقترح "سينولوجيا جديدة"، والتي "تؤكد على الأسس الدراسية القوية في كل من اللغة والدراسات الصينية الكلاسيكية والحديثة، في نفس الوقت الذي يشجع فيه الموقف المسكوني فيما يتعلق بمجموعة متنوعة غنية من المناهج والتخصصات، سواء كانت تجريبية بشكل أساسي أو أكثر من الناحية النظرية."

## علم الصينيات عند العرب
المقالة الرئيسية: علم الصينيات العربي

### قبل القرن العشرين
تشير المصادر التاريخية الصينية إلى أنَّ الصينيين كانت لديهم معرفة قوية بالعرب قبل الإسلام بعدة قرون، حيث يرجع تاريخ العلاقات بين الحضارتين إلى قبل الإسلام. كانت سياسة أسرة هان (206 ق.م-8م) تهدف إلى فتح طرق تجارية مع الأقاليم الغربية للصين والمقصود بها حالياً آسيا الوسطى، والهند وغرب آسيا وصولاً إلى شبه الجزيرة العربية وإفريقيا. وأكدت الدراسات التارخية أن العرب المسلمين دخلوا الصين منذ عهد الصحابة لنشر الإسلام، وذلك عندما بشر الصحابة الأربعة في الصين وهم - سعد بن أبي وقاص، وجعفر بن أبي طالب، وجحش بن رياب اعتبارًا من عام 616/17 وما بعده. وفي عهد الإمبراطور يونغلي، وصل أول أسطول صيني إلى شواطئ الجزيرة العربية بقيادة تشنغ خه في رحلته الرابعة عام 1412م. يتبين مما سبق أن هناك احتكاك بين الصين والعرب من زمن بعيد، كما أن هناك علاقات ثقافية والتجارية قائمة بين الحضارتين العربية والصينية، مما يقتضي تعلم اللغة الصينية من قبل العرب الزوار والعكس. إلا أنه لم تكن هناك إشارة إلى أن العرب قاموا في تلك الحقب بدارسة اللغة الصينية بشكل عميق، والسبب في ذلك يرجع إلى أن الهدف من الزيارات غالباً كان نشر الإسلام.
في بداية القرن السابع وحتى القرن الثامن، تزايدت قوة العرب بفعل توسع الإسلام وانتشاره في أنحاء العالم، وتوسعت سيطرتهم إلى الشرق والغرب. تعززت قوتهم بسبب مساحات أراضيهم الشاسعة وشبكة محطاتهم البريدية المتطورة والحج إلى مكة المكرمة، بالإضافة إلى ازدهار التجارة البرية والبحرية. أدى كل ذلك إلى تقدم دراساتهم في الجغرافيا وبالتالي، وجدت المعرفة عن الصين طريقها إلى العالم العربي. وصولاً إلى القرن الثاني عشر، كان العرب يمتلكون معرفة حصرية بشأن الشرق، وكانوا يسهمون في نقل المعرفة الى الغرب، مما أسهم في تقدم الحضارة الإسلامية وتأثيرها على الثقافة العالمية.
قام العرب مثل أبو الحسن علي المسعودي، والذي يعد شخصية تاريخية مشهورة في شبه الجزيرة العربية، بإسهامات كبيرة في علم الصينيات. فقد سافر المسعودي في جميع أنحاء العالم منذ أن كان طفلاً، وزار أماكن بعيدة. في العام 915، زار الهند وسيلان وتشامبا والمناطق الساحلية في الصين، ومن ثم زار زباغ وتركستان في آسيا الوسطى. وتوفي في عام 956، وهو مؤلف كتاب "مروج الذهب" الذي يتناول التاريخ والجغرافيا ومجالات أخرى. كان لديه العديد من السجلات حول الصين، وكانت هذه السجلات مشهورة بين علماء الشرق.
كان كتاب أبو زيد "عن الصين والهند" مادة تاريخية عربية معروفة تحظى بتقدير كبير. كان للكتاب جزئين مستقلين، الجزء الأول كان "تاريخ الشؤون الهندية والصينية" لمؤلف مجهول، والجزء الثاني كان "مجموعة إشاعات الهند والصين" لأبو زيد. وكان الجزء الأول عبارة عن مجموعة مختارة من "التجارب الصينية" لسليمان ومصادر أخرى مجهولة، وقد تمت كتابتها وتسجيلها في عام 851، جنبًا إلى جنب مع تجاربهم في الهند.

### القرن العشرون
في القرن العشرين، أدت مشاريع التعاول بين الصين والدول العربية إلى تطور علم الصينيات في البلدان العربية لاسميا بعد توسيع نطاق التعاون الصيني- العربي في مجال التعليم مع بعض الاختلاف حسب مستوى التعاون. ومنذ إقامة العلاقات الدبلوماسية بين الصين ومصر في عام 1956م، بدأت مصر فتح تخصص اللغة الصينية في الجامعات المصرية، ولكن على نطاق صغير آنذاك. وبالإضافة إلى مصر، كانت هناك أنشطة لتعليم اللغة الصينية في الكويت أيضا، لكن توقفت بعد فترة قصيرة. ازداد عدد العرب الذين يتعلمون اللغة الصينية. كما افتتح معهد بورقيبة للغات الحديثة في تونس، وهو متخصص في اللغة الصينية عام 1977م. كما خصصت جامعة القاهرة برنامجا لتعليم اللغة الصينية في سبتمبر 2004م.
سعى العلماء العرب للتعمق أكثر في علم السينولوجيا لأغراض أكاديمية وسياسية وثقافية ودبلوماسية من أجل بناء جسر للتواصل بين الشعبين العربي والصيني. كما زاد اهتمامهم بتاريخ الصين كثيرًا. تم نشر العديد من الكتب المتعلقة بتاريخ الثقافة الصينية وشعبها باللغة العربية. في عام 2020م، بعد أن أمضى قرابة ست سنوات قنصلاً في غوانزو، نشر الدكتور علي بن غانم الهاجري، الدبلوماسي القطري الذي يُعتبر من العرب الذين يمتلكون الكثير من الأعمال الأكاديمية العربية الأصيلة في علم الصينيات، كتاب "تشنغ خه، إمبراطور البحار الصيني". يغطي الكتاب تاريخ ومغامرات قائد صيني اسمه تشنغ خه الذي سافر بأسطوله حول العالم المعروف آنذاك في سبع رحلات بين عامي 1415 و 1432م. وقد كتب قبل ذلك رواية "أسطول الشمس" المستوحاة من قصة القائد الصيني. وتعتبر الرواية أول رواية عربية مع شخصيات صينية، كما حققت شهرة كبيرة في العالمين العربي والصيني، رغم أنها لم تنشر إلا مؤخرا حيث ترجمت إلى أكثر من ثلاث لغات. وأنتج في ضوء هذه الرواية فيلما وثائقيا (طريق الشمس) في غوانزو في عام 2021م تحت الإرشاد من مكتب الإعلام للمقاطعة والإنتاج المشترك من محطة الإذاعة والتلفيزيون والقنصلية العامة لدولة قطر في غوانزو. وقد تناول الفلم آثار تاريخية للتواصل بين الصين والخليج العربي.
وصدر كذلك كتاب «إمبراطور الشرق تشودي» للكاتب علي بن غانم الهاجري، يوسع فيه تاريخ الإمبراطور يونغلي والاستقرار السياسي الذي وصلت الصين إليه تحت حكمه، حيث عكس نفسه على الجوانب الحضارية، التي هي الأخرى لقيت كل الاهتمام والعناية من هذا الإمبراطور؛ وأولى اهتماماً خاصاً بالتنظيم الإداري والمالي، فقد عمل الإمبراطور على تجديد بعض نظمه وسن قوانين جديدة، إلى الجانب الاقتصادي والذي نما وازدهر بشكل كبيرا نتيجة الاستقرار السياسي. كما نشر كتاب "الصين في عيون الرحالة"، وهو كتاب تعمق في تاريخ الصين القديمة من خلال الاستكشافات التي قام بها الرحالة والمستكشفون. وقد صدرت ترجمة الكتاب في اللغة الصينية من قبل دار الجنوب الحكومية الصينية للنشر عام 2020م بمشاركة كل من الأستاذة وانغ يوي تينغ والدكتورة وانغفو من جامعة الدراسات الدولية ببكين. كما كتب الهاجري كتاب "الفنون في عهد أسرة مينغ"، الذي شرح فيه التطور السياسي والاقتصادي لسلالة مينغ والتطور التاريخي للثقافة الصينية. أربعة من كتبه مترجمة إلى اللغة الصينية. جاء كتاب علي بن غانم الهاجري "أوراق اقتصادية على طريق الحرير" يتناول مبادرة الحزام والطريق الصينية ويبحث في هذه المبادرة بمنظور مختلف، حيث تحدث في ثمانية أوراق عن طريق الحرير بين المفهوم والتوسع، وصناعة التاريخ الاقتصادي في الألفية الثالثة، واقتصادات النقل في ميزان المبادرة الصينية، فضلاً عن مواقف دول العالم خصوصاً الشرق الأوسط ودول أفريقيا والولايات المتحدة والهند تجاه المبادرة.
ازداد اهتمام العرب بعلم الصينيات ومباحثه، وتضاعفت جهودهم في تأصيل علم الصينيات العربي خصوصاً في الآونة الأخيرة. وكان من نتاج ذلك تأليف علي بن غانم الهاجري لكتاب "علم الصينيات العربي ودراسة الصين المعاصرة" تحدّث فيه عن تاريخ هذا العلم لدى العرب والأوروبيين والعلاقات العربية الصينية منذ زمن بعيد. وكان هذا الكتاب من أوائل الكتب التي تتناول هذا الميدان تاريخيا ونظرياً بأسلوب علمي أكاديمي في الوطن العربي. وظهر له كذلك كتاب "Sinology: The Study of Contemporary China in Europe " ناقش فيه تاريخ وتطور علم الصينيات في الغرب خصوصاً في أوروبا. وللسفير السوداني لدى الصين، جعفر كرّار مبادرات في رصد تاريخ العلاقات الصينية العربية على المستوى الدبلوماسي والسياسي.
وقد تمت ترجمة كتب كثيرة من اللغة الصينية إلى العربية ضمن هذه الجهود. حيث تُرجم أكثر من 700 كتاباً حول شعب الصين وثقافتهم واقتصادهم وأدبهم وفلسفتهم إلى اللغة العربية من قبل شركة (House of Wisdom) الواقعة في منطقة نينغشيا هوي، شمال غرب الصين منذ تأسيسها في عام 2011م.